# Lenguaje artificial
Los lenguajes artificiales o coherentes  son lenguajes de tamaño típicamente muy limitado que emergen ya sea en simulaciones computacionales entre agentes artificiales, interacciones entre robots o en experimentos psicológicos controlados con seres humanos. Ellos difieren de los lenguajes construidos y los lenguajes formales en que no han sido ideados conscientemente por un individuo o grupo, sino que son el resultado de procesos de convenios (distribuidos), al igual que los lenguajes naturales. Opuesto a la idea de un diseñador central, el campo de la evolución de lenguajes artificiales en el que los lenguajes artificiales son estudiados puede considerarse como una parte de los estudios  de la evolución cultural, que es un campo más general.

## Motivación
La carencia de evidencia empírica en el campo de la lingüística evolutiva ha llevado a muchos investigadores a adoptar las simulaciones computacionales como un medio para investigar las formas en que agentes artificiales pueden autoorganizar lenguajes con propiedades naturales. Esta investigación se basa en la hipótesis de que el lenguaje natural es un sistema adaptativo complejo que surge a través de las interacciones entre individuos y continúa evolucionando con el fin de mantenerse adaptado a las necesidades y capacidades de sus usuarios. Mediante la construcción explícita de todos los supuestos en simulaciones computacionales, esta rama de investigación se esfuerza por investigar experimentalmente la dinámica subyacente en el cambio lingüístico, así como preguntas sobre el origen del lenguaje bajo condiciones controladas.
Debido a su éxito, el paradigma también se ha extendido para investigar la aparición de nuevos lenguajes en experimentos psicológicos con humanos, conduciendo al nuevo paradigma de la semiótica experimental.
Dado que el foco de las investigaciones se centra en la dinámica de los convenios y las propiedades de nivel superior de los lenguajes resultantes en lugar de detalles específicos de los convenios, los lenguajes evolucionados artificialmente no suelen documentarse o reutilizarse fuera del ensayo o simulación en que surgen. De hecho, el tamaño limitado y la naturaleza efímera de los lenguajes artificiales son probablemente lo único que los distingue de los lenguajes naturales, ya que todos los lenguajes son artificiales en la medida en que son convencionales.

## Usos
Los lenguajes artificiales se han utilizado en investigaciones sobre la psicolingüística del desarrollo. Debido a que los investigadores tienen un gran control sobre los lenguajes artificiales, han utilizado estos lenguajes en estudios de adquisición del lenguaje estadístico, en los que puede ser útil controlar los patrones lingüísticos oídos por bebés.